# Momoko Tsugunaga
Momoko Tsugunaga (in lingua giapponese 嗣永 桃子; Kashiwa, 6 marzo 1992) è una cantante giapponese.

## Carriera
La sua carriera comincia nel 2002 quando passa le audizioni per entrare nell'Hello! Project Kids, un gruppo musicale di adolescenti formato dalla Hello! Project. Insieme ad altre otto ragazze è stata quindi scelta per far parte del girl group Berryz Kobo nel 2004.
Nel 2007 è entrata nella formazione delle Buono!.
È stata anche membro delle ZYX.